# Teatro Romea (Madrid)
El primer Teatro Romea de Madrid fue un teatro de corta vida (1873-1876) construido por el arquitecto Francisco Verea en la calle de la Colegiata de la ciudad española de Madrid. Muy popular en su breve existencia, quedó destruido por un incendio en la madrugada del 3 de abril de 1876. Años después, en el patio interior de la finca número 14 de la calle de Carretas, que antes ocupó el Café-teatro de la Infantil, se abrió en 1890 un nuevo Teatro Romea, que en 1914 sería reformado por Luis Sáinz de los Terreros, y derribado en 1935.
Con el mismo nombre, existen otros dos teatros de larga tradición en Murcia y Barcelona, todos ellos en memoria de la familia Romea.

## Historia

### El Romea de la Colegiata
Inaugurado en 1873 sobre un solar de la calle de la Colegiata, el cronista Ángel Fernández de los Ríos, en su guía publicada en 1876 —muy poco antes de su desaparición—, lo describió "pequeño, bien adornado, pero excesivamente estrecho en todas sus dependencias".
A pesar de que el proyecto del arquitecto Francisco Vera detallaba las medidas contra incendios de que disponía el local con "ventilación mediante claraboyas cilíndricas en la cubierta, rematadas por un sistema de rejillas en toda la altura del edificio", y un sistema de extinción con bocas situadas bajo el escenario, el local quedó arrasado por el fuego la noche del 3 de abril de 1876.

### Café-teatro de la Infantil
Anterior y contemporáneo del primer teatro Romea madrileño, fue el café-teatro existente, desde finales de la década de 1860, en la calle de Carretas (y que más tarde sería domicilio del segundo Romea de la capital de España). El café-teatro de Carretas se anunciaba con el curioso nombre de Teatro y Café de la Infantil, en el número 14 de esa céntrica calle, a unos metros de la Puerta del Sol. En la publicidad inserta en la prensa madrileña se prometía que al que hiciera "gasto del real y medio en el café" se le regalaría "un billete para una función". El teatro-café de la Infantil dejó de funcionar como tal a finales de 1889, pasando temporalmente su espacio a dedicarse a almacén de paños. Su última función fue el apropósito ¡¡El dengue!!, de Anselmo Rodríguez Fernández.

### El Romea de Carretas
La recuperación del Teatro Romea en el edificio del número 14 de la calle de Carretas se debió al parecer al empeño de Leopoldo Marco, violinista. La prensa de la época recoge la noticia de la inauguración el 6 de junio de 1890, con el titular "el Teatro de la Infantil ha cambiado de nombre". Queda noticia de que los primeros estrenos, en plena explosión popular del género chico y el recurso empresarial del teatro por horas, fueron piezas de Manuel Meléndez París (Juez y parte, Lucifer y El chaleco negro); aunque quizá fue el acontecimiento teatral más importante la circunstancia de que el popular dúo cómico formado por Loreto Prado y Enrique Chicote se presentasen en este segundo Romea madrileño, juntos por primera vez, en el año 1898.
Pedro de Répide, en su monografía dedicada a Las calles de Madrid, lo recuerda como "breve recinto, que durante mucho tiempo fue destinado a las funciones por horas", aclarando que se trataba del mismo local "del primitivo teatro de la Infantil, célebre en coplas y en anécdotas y uno de los primeros baluartes de género chico".
Ya en la década de 1920, el empresario José Campúa hizo algunas mejoras en la decoración, que no pudieron evitar que una década después fuera expropiado (1934) y derribado (1935) ante la proyectada ampliación de la nueva plaza de Jacinto Benavente, con la que también desaparecieron la antigua Bolsa de Madrid y la plazuela de la Aduana vieja.